# Pseudolimnophila alboapicata
Pseudolimnophila alboapicata är en tvåvingeart som beskrevs av Alexander 1955. Pseudolimnophila alboapicata ingår i släktet Pseudolimnophila och familjen småharkrankar.
Artens utbredningsområde är Madagaskar. Inga underarter finns listade i Catalogue of Life.